# Carlos Calvet
Carlos Frederico Pereira de Sequeira Bramão Calvet da Costa  (Lisboa, 1928 — 21 de abril de 2014) foi um arquiteto, artista plástico e pintor português .

## Biografia / Obra

Misterioso, Ousa, 1978, óleo sobre platex, 84 x 122 cm

Licenciado em Arquitetura pela Escola de Belas Artes do Porto, a sua atividade abarca também a pintura, fotografia e cinema.
Dedica-se à pintura desde muito cedo (c. 1944), expondo pela primeira vez em 1947, na 2ª Exposição Geral de Artes Plásticas, Sociedade Nacional de Belas Artes, Lisboa.
A sua obra inicial revela interesse particular pelo cubismo de Braque (as suas naturezas-mortas atestam este interesse). Aproxima-se do surrealismo embora sem assumir oficialmente e ligação ao movimento; realiza cadavre-exquis com António Areal e Mário-Henrique Leiria, e curtas-metragens, uma das quais com a participação de Mário Cesarini.
A sua afirmação no meio artístico português acontece nos anos de 1960, quando realiza obras que "se situam entre um informalismo de definição orgânica, próximo da abstração gestual", em paralelo com outras mais próximas da abstração hard-edge. Em meados dessa década fixa as premissas essenciais da obra futura, abordando um tipo de figuração conotado com a arte pop "à qual se junta um paisagismo onírico e metafísico"  (veja-se, por exemplo, Misterioso, Ousa, 1978). 
Povoadas por formas geométricas, por "estranhas arquiteturas e perspetivas, escalas e enquadramentos insólitos", a que se associam "objetos do quotidiano cuja significação transcende a habitual" , as suas obras tanto podem transmitir-nos momentos de ironia como alusões a ameaças apocalípticas e maus presságios... E as frequentes referências esotéricas conferem a muitas pinturas um caráter obscuro, hermético.

### Murais modernistas naAvenida dos Estados Unidos da América, Lisboa

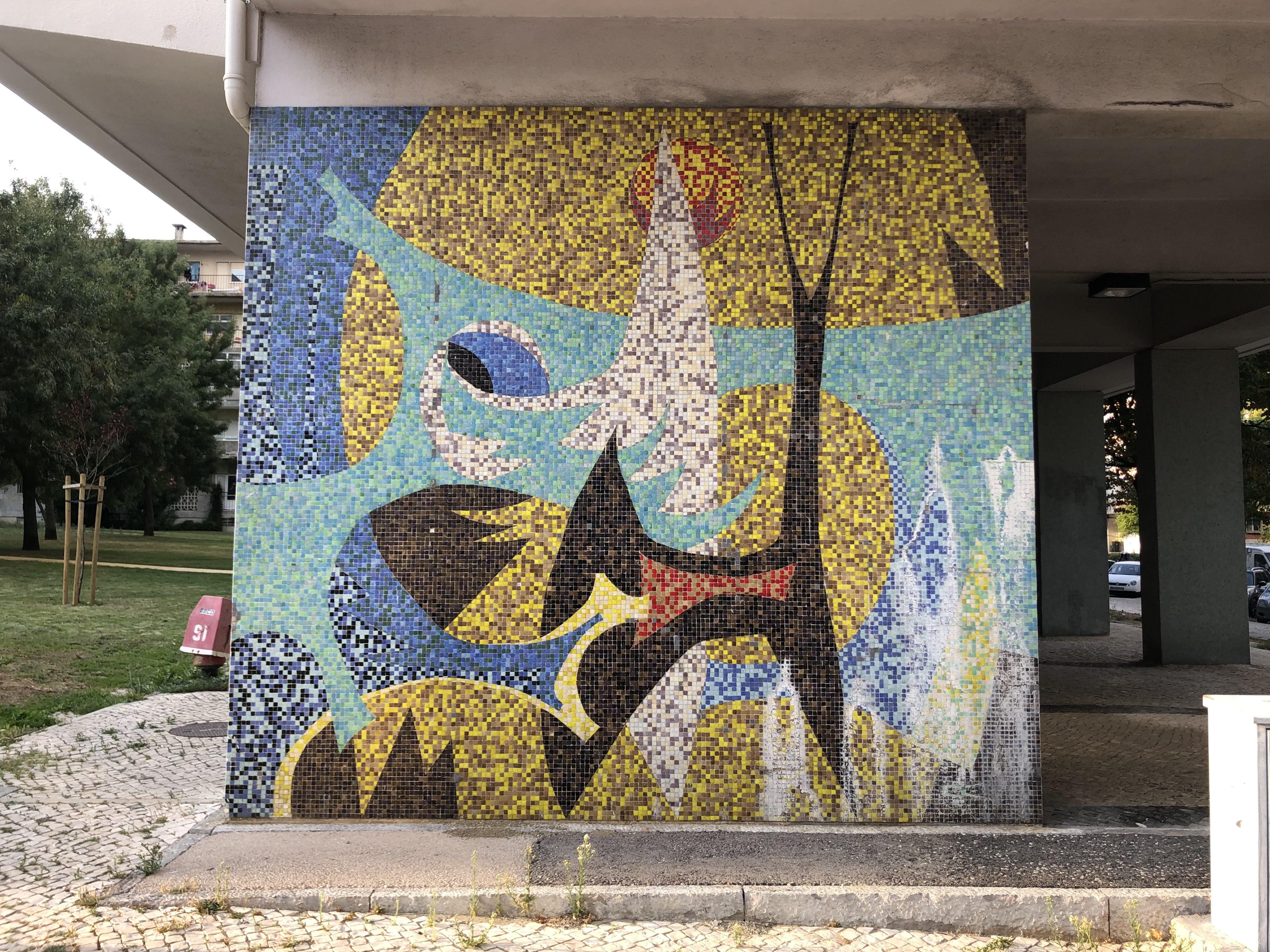
Mural presente no edifício 50
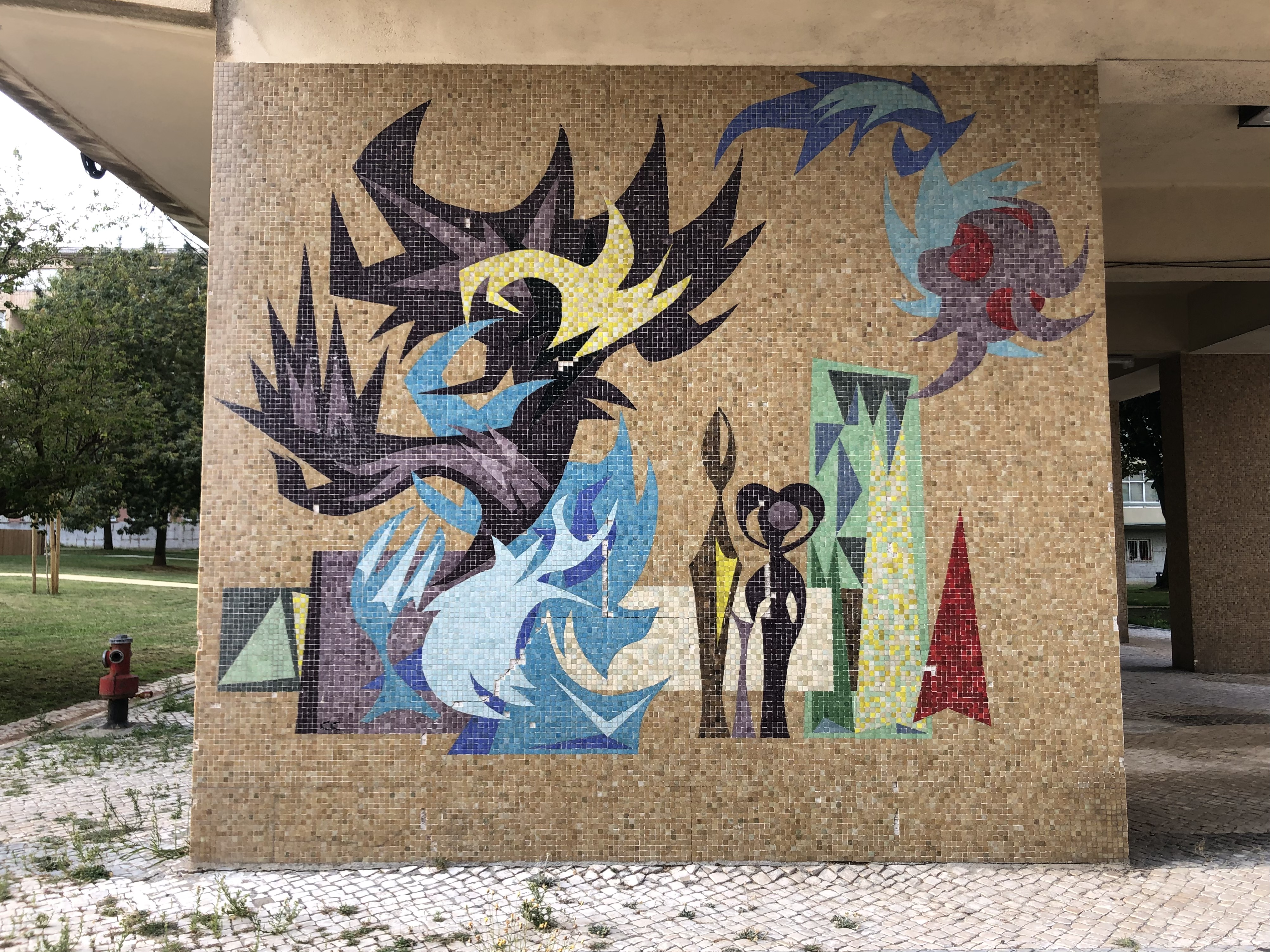
Mural presente no edifício 60
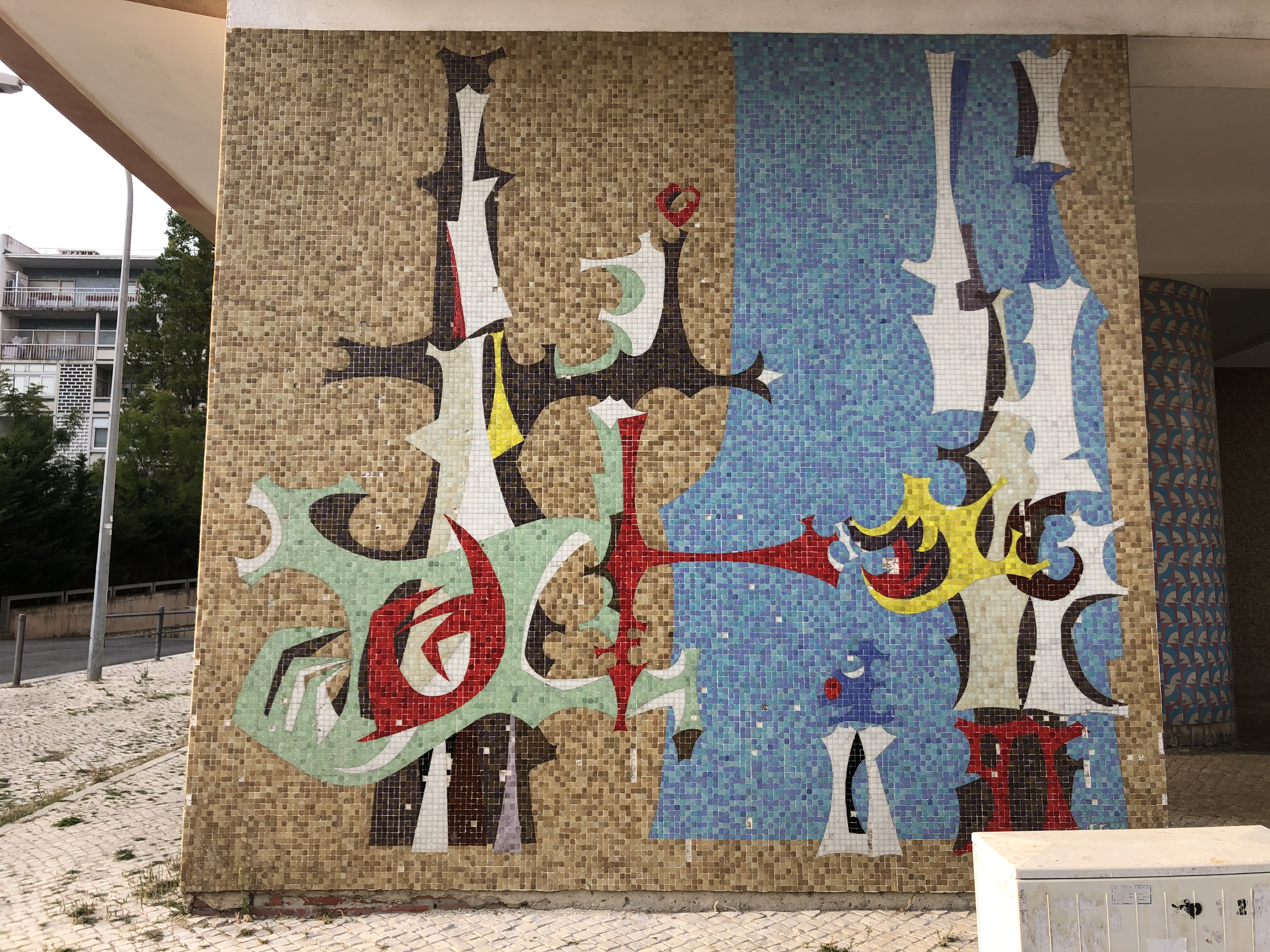
Mural presente no edifício 70